# آکادمی هنرهای نمایشی وبر داگلاس
آکادمی هنرهای نمایشی وبر داگلاس (انگلیسی: Webber Douglas Academy of Dramatic Art) یک مدرسهٔ هنرهای نمایشی در لندن بود که کارش را به آموزش آواز و خوانندگی شروع کرده بود. این مرکز آموزشی، یکی از مدارس برجستهٔ هنرهای نمایشی در بریتانیا محسوب می‌شد و دوره‌های جامع و فراگیری را برای علاقه‌مندان به بازیگری و نمایش ارائه می‌کرد.
این مؤسسهٔ آموزشی در سال ۱۹۲۶ میلادی و با نام مدرسهٔ خوانندگی وبر داگلاس شروع به کار نمود و برپاکنندگان آن، «والتر جانستون داگلاس» و «آمهرست وبر» نام داشتند. الهام‌بخش برپایی این مؤسسه، یک مدرسهٔ عالی خوانندگی در پاریس بود که در سال ۱۹۰۶ تأسیس شده بود. بخش آموزش‌های تئاتر و درام این مرکز از سال ۱۹۳۲ آغاز به‌کار نمود و نامش را «مدرسه عالی هنرهای نمایشی و خوانندگی وبر داگلاس» تغییر دادند. محل این مدرسهٔ عالی در شمارهٔ ۳۰ خیابان کلیرویل واقع در کنزینگتون جنوبی بود.
این مؤسسه در سال ۲۰۰۶ در مدرسه مرکزی سلطنتی سخنوری و نمایش ادغام شد.

## برخی از دانش‌آموختگان
- هیو فریزر
- هیو بونه‌ویل
- ناتالی دورمر
- مینی درایور
- روپرت اوانس
- جولین فلوز
- متیو گود
- آنجلا لنسبوری
- جولیا اورموند
- آماندا روت
- آنتونی شر
- دونالد سیندن
- ترنس استامپ
- گرگوری فینیگان
- جان سَـکویل
- شان ویلیامسون[۴]